# Tatort: Der Lippenstiftmörder
Der Lippenstiftmörder ist ein Fernsehfilm aus der Krimireihe Tatort. Die Folge wurde vom Südwestrundfunk unter der Regie von Andreas Senn produziert und erstmals am 27. August 2006 im Deutschen Fernsehen ausgestrahlt. Es ist die 638. Folge des Tatorts und 38. Episode mit der Ludwigshafener Ermittlerin Lena Odenthal (Ulrike Folkerts). Für ihren Kollegen Mario Kopper (Andreas Hoppe) ist es der 29. Fall.

## Handlung
Kommissarin Lena Odenthal wird zum Bahnhof von Angerburg gerufen. Auf dem Bahnsteig scheint auf einer Bank wartend ein Mädchen zu sitzen, doch sie ist tot. Es handelt sich um die Apothekertochter Nicole Schmehle und die Beamten vermuten ein Sexualdelikt. Da seit drei Jahren ein Maßregelvollzug für Sexualstraftäter in der Nähe eingerichtet ist, scheint es naheliegend, dass ein Insasse seinen Freigang zu einer Straftat genutzt hat. Doch die pathologische Untersuchung ergibt, dass sie nicht vergewaltigt, sondern vermutlich mit ihrer eigenen Jacke erstickt wurde. Der Täter hat danach den Lippenstift frisch aufgetragen, sodass dieser nicht verschmiert war, was dem Täterbild eines Holly Eising entspricht. Die Nachfrage in der Strafvollzugsanstalt ergibt, dass der Gefangene als nicht therapierbar gilt und kein Freigänger ist. Trotzdem behauptet er, das Mädchen tatsächlich erstickt zu haben. Odenthal ist sich sicher, dass Holly die Beamten mit seiner Behauptung nur provozieren will und es möglicherweise einen Nachahmungstäter gibt. Ein heimliches Entkommen aus der gesicherten Anlage gilt als absolut unmöglich. So spricht Odenthal noch einmal allein mit Holly, der daraufhin zugibt, das Geständnis nur gemacht zu haben, um seinen Therapeuten zu ärgern.
Nici hatte die letzte Nacht angeblich bei ihrer Schulfreundin Caro verbracht. Sie hat ihr damit ein Alibi geben wollen, da Nici den Abend noch länger mit ihrem Freund Florian verbringen wollte, als es ihre Eltern erlaubt hätten. Als Odenthal und Kopper den jungen Mann befragen, gibt er an, dass Nicole vor drei Wochen ihre Beziehung beendet hatte und er sich somit nicht mit ihr getroffen hatte. Die Ermittler sind verwundert, dass ihre beste Freundin das angeblich nicht wusste. Ebenso ist unklar, was Nicole allein auf dem Bahnhof wollte. Möglicherweise hatte sie eine heimliche Beziehung. So gerät der Kfz-Mechaniker Rolf Czerni in Verdacht, der allerdings leugnet, mit dem Mädchen ein Verhältnis gehabt zu haben. Damit hätte auch Czernis Ehefrau ein Motiv, ihre mögliche Nebenbuhlerin aus dem Weg zu räumen. Sie arbeitet außerdem im Strafvollzug und kommt dort auch mit Holly in Kontakt, wodurch sie auf die Idee gekommen sein könnte, dem „Lippenstiftmörder“ die Tat in die Schuhe zu schieben. Dagegen spricht allerdings, dass sowohl Rolf Czerni als auch seine Frau für die Tatzeit ein Alibi haben.
Odenthal und Kopper versuchen die Lösung über Nicis Freundin Caro zu finden. Doch sie ist nicht zu Hause, und so sprechen sie mit Caros Vater, der seit dem Tod seiner Frau mit seiner Tochter allein ist. Dabei finden sie heraus, dass das Mädchen sehr an ihrem Vater hängt und offensichtlich auch eifersüchtig war. Odenthal ist sich sicher, dass Caro einiges fehlgedeutet hat. Ihr Vater gibt an, seit drei Wochen eine Freundin zu haben, und um seine Tochter nicht zu beunruhigen, hat er sich nur heimlich mit ihr getroffen. Caro dürfte daher angenommen haben, dass Nici mit ihrem Vater ein Verhältnis hat. Als dieser auch noch berichtet, dass Caro damals das Opfer des „Lippenstiftmördes“ gefunden hatte, wird der Kommissarin einiges klar.
Inzwischen verhilft Frau Czerni Holly zur Flucht. Sie hofft, damit den Verdacht gegen ihren Mann zu entkräften. Holly fährt mit dem Zug von Angerburg weg und trifft dort auf Caro Grünters. Er spricht sie an und beide reden die ganze Nacht miteinander. Die Polizei ist bereits auf der Suche nach dem Ausbrecher. Odenthal befürchtet das Schlimmste, und als Holly gefasst wird, ist nicht klar, was mit Caro geschehen ist. Glücklicherweise findet die Kommissarin das Mädchen unversehrt. In ihrem Kummer erzählt sie Odenthal, dass sie Florian angerufen hatte, damit er Nici aufhält und sie nicht zu ihrer Verabredung fahren kann. Dabei hat er sie unbeabsichtigt erstickt.

## Hintergrund
Der Film wurde 2005 vom Südwestrundfunk produziert und in Wiesloch, Ludwigshafen am Rhein, Ettlingen und Baden-Baden unter dem Arbeitstitel Halbwertszeit gedreht.

## Rezeption

### Einschaltquote
Bei seiner Erstausstrahlung am 27. August 2006 wurde die Folge Der Lippenstiftmörder in Deutschland von 7,61 Millionen Zuschauer gesehen, was einem Marktanteil von 22,3 Prozent entsprach. In der werberelevanten Zielgruppe waren es 2,57 Millionen Zuschauer bei 17,5 Prozent Marktanteil.

### Kritik
Tilmann P. Gangloff schreibt bei tittelbach.tv anerkennend: „Autor Christoph Darnstädt und Regisseur Andreas Senn erzählen ihre wendungsreiche Geschichte völlig unprätentiös und dennoch fesselnd. Ein konzentriert inszenierter Krimi mit ausnahmslos treffend besetzten, sehr guten Schauspielern und einer außergewöhnlichen Auflösung.“
Die Kritiker der Fernsehzeitschrift TV Spielfilm finden diesen Tatort nur mittelmäßig und meinen: „Guter Ansatz, aber lasch erzählt“.